# Civitan International
Civitan International – międzynarodowa organizacja społeczna, stworzona w 1917 roku, w Birmingham, w amerykańskim stanie Alabama, gdzie do dziś mieści się jej główna siedziba. Jej założycielem był Courtney W. Shropshire, miejscowy lekarz, celem zaś – kształcenie obywatelskich postaw poprzez działalność lokalnych klubów Civitan, niosących pomoc osobom indywidualnym oraz społecznościom.

## Działalność
Działalność klubów Civitan koncentruje się na pomocy osobom niepełnosprawnym umysłowo oraz fizycznie. Realizowane są również projekty mające na celu rozwijanie w społeczeństwie postaw obywatelskich oraz altruistycznych, społeczną aktywizację młodzieży, wspieranie władz państwowych, ograniczanie przestępczości, ochronę przyrody i zasobów naturalnych, promowanie postawy współpracy i przyjaźni między narodami. Lokalne kluby podejmują działania także w innych obszarach, skupiając się na potrzebach, które nie są zaspokajane przez władze lub organizacje pozarządowe. Civitan International liczy około 40 000 członków zrzeszonych w blisko 1 000 klubów działających w 25 krajach świata. Do głównych projektów Civitan należą Civitan Candy Box Project – program zbiórki funduszy na cele charytatywne oraz The Civitan International Research Center – instytut badawczy, zajmujący się problemami osób upośledzonych umysłowo i fizycznie.

## Znani Civitanie

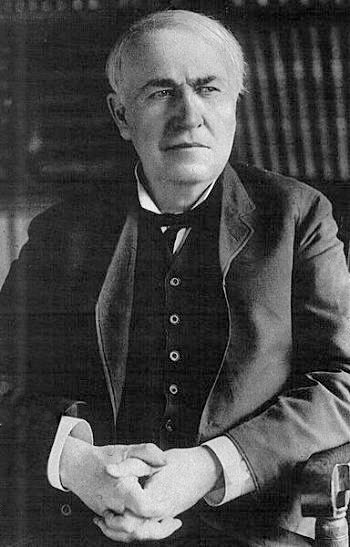
Thomas Edison

Wśród osób należących do klubów Civitan byli: wynalazca Thomas Edison, gwiazda muzyki country Eddy Arnold oraz prezydenci Stanów Zjednoczonych – Franklin D. Roosevelt, John F. Kennedy, Harry Truman oraz Bill Clinton (Civitan Junior).